# Cercle social (club révolutionnaire)
Pour l’article homonyme, voir Cercle social.
Le Cercle social, également appelé Les Amis de la Vérité, est un club révolutionnaire, ayant existé de 1790 à l'an VIII.

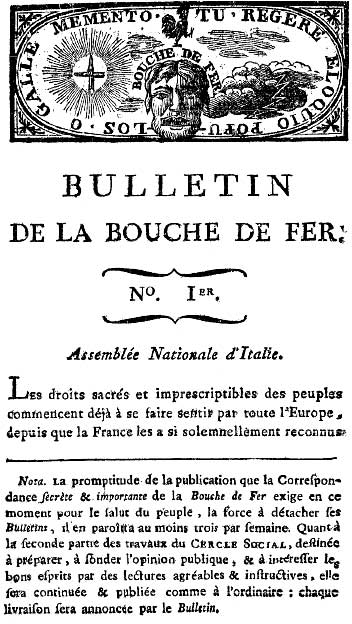
La Bouche de fer.

Création originale de la période révolutionnaire, le Cercle social est « un mélange de club politique révolutionnaire, de loge maçonnique et de salon littéraire ».
Il est fondé en 1790 par Nicolas de Bonneville et Claude Fauchet, qui annoncent sa naissance par voie de presse le 21 février 1790. L'objectif initial du cercle est de devenir un centre de correspondance pour les lettrés de toute l'Europe. Dans l'esprit de ses fondateurs, le Cercle social doit exercer une « censure publique ». C'est ainsi qu'une Bouche de Fer reçoit les lettres du public, qui peut ainsi déposer ses observations et dénoncer des complots contre-révolutionnaires.
Le Cercle prend une ampleur nouvelle au mois d'octobre 1790, lorsqu'il débute ses séances « de la Confédération universelle des Amis de la Vérité » au Cirque du Palais-Royal. Devant un public qui peut aller de 5000 à 8000 personnes chaque semaine, Claude Fauchet, autoproclamé « procureur de la Vérité », fait des conférences sur le Contrat social de Jean-Jacques Rousseau. Il fait également des théories politiques sur le gouvernement démocratique, rejetant la démocratie directe à l'Antique pour lui préférer le mandat impératif sous le contrôle des citoyens. Le Cercle social prône également une réduction des inégalités de richesse, toujours dans une optique rousseauiste, sans pour autant être favorable au partage des terres. Dans les colonies, à l'instar de la Société des Amis des Noirs, il milite pour l'égalité des droits des hommes de couleur libres avec les Blancs et pour l'abolition progressive de l'esclavage des Noirs.
Les séances sont relayées par le Journal La Bouche de fer, qui publie les conférences de Fauchet et le courrier qui y a fait suite. Cette publication est importante pour comprendre la genèse des idées démocratiques sous la Révolution.
Le Cercle social a également l'originalité, dans cette Révolution patriotique, de s'affirmer clairement comme cosmopolite. Il lance des appels aux lettrés du monde entier, et rédige une édition polyglotte de la Constitution de 1791. Son but est de créer une République universelle dirigée par des lettrés.
Les principales personnalités fréquentant le Cercle social, outre Nicolas de Bonneville et Claude Fauchet, sont Goupil de Préfeln, Camille Desmoulins et Barère, mais aussi Condorcet. Environ 130 personnalités de la Révolution fréquentent ce club.
Les séances sont publiques (d'où le choix du cirque du Palais-Royal), car le club veut montrer au plus large public possible ce qu'est un salon littéraire. Les spectateurs sont invités à poser des questions et une résolution est votée à chaque fin de séance.
À partir de 1791, le Cercle social s'adjoint une activité d'édition : il devient l'un des centres de diffusion d'écrits révolutionnaires les plus importants, publiant de nombreux journaux, pamphlets politiques, théâtre, poésie, affiches etc. Sont ainsi publiés Louis-Sébastien Mercier, Rétif de la Bretonne, Bernardin de Saint-Pierre, Lamarck, Condorcet, Brissot ou encore Roland. À partir de décembre 1792, il édite également le Bulletin des amis de la vérité
Dès 1791, le Cercle social se déclare ouvertement républicain. Il est alors un lieu de rencontres pour les Girondins. Son orientation politique est libérale, promouvant une société de petits et moyens producteurs indépendants.
En mars 1791, Etta Palm d'Aelders fonde la Société patriotique et de bienfaisance des Amies de la Vérité, cercle exclusivement féminin du Cercle Social qui va se préoccuper de la défense des droits des femmes.
Après la chute de la Gironde, le cercle cesse ses activités. Fauchet est arrêté et exécuté le 31 octobre 1793. Bonneville reprend son activité d'imprimeur après le 9 Thermidor. Il essaie de remonter le Cercle social, mais celui-ci ne retrouve pas son audience antérieure. Il continue cependant à exister jusqu'en Brumaire an VIII. On y trouve alors des Idéologues comme Daunou, Volney, Daubenton ou Berthollet.
Le Cercle social est connu et est une référence chez les Romantiques du XIXe siècle comme Nodier ou Victor Hugo, mais également chez les politiques et philosophes comme Charles Fourier, Saint-Simon ou Karl Marx.